# Арта Терме
А̀рта Тѐрме (на италиански: Arta Terme; на фриулски: Darte, Дарте) е село и община в Северна Италия, провинция Удине, автономен регион Фриули-Венеция Джулия. Разположено е на 442 m надморска височина. Населението на общината е 2273 души (към 2010 г.).